# María Teresa Alario
María Teresa Alario Trigueros (Palencia, 17 de junio de 1954)  es una historiadora española y curadora de arte. Doctora en Historia del arte y especialista en la historia del arte en la educación, las mujeres en la historia del arte contemporáneo y arquitectura y urbanismo español del siglo XIX. Es directora de la Cátedra de estudios de Género de la Universidad de Valladolid desde 2011 donde fue vicerrectora de 2004 a 2006 y desde 2016 es Académica Numeraria de la Institución Tello Téllez de Meneses. 

## Trayectoria
Estudió y se doctoró (tesis:Arquitectura y urbanismo en Palencia (1759-1898) en Historia del Arte Universidad de Valladolid donde actualmente es profesora titular. Además de su trabajo en la docencia Alario ha asumido diversas responsabilidades administrativas en la Universidad. En los años 90 estuvo al frente de la Escuela Universitaria de Educación de Palencia. De enero de 2004 a julio de 2008 fue Vicerrectora de Extensión Universitaria de la Universidad de Valladolid. En 2008 asumió la dirección de la Escuela Universitaria de Educación de la Yutera.
Es miembro de la Comisión Ejecutiva del patronato de la Fundación Alberto Jiménez-Arellano Alonso desde su creación en el año 2004.
En mayo de 2016 ingresó en la Institución Tello Téllez de Meneses, como Académica Numeraria pronunciando el discurso La casa en Palencia a lo largo del siglo XIX. De la idea a la realidad.

## Investigaciones
En sus investigaciones y actividades destacan su trabajo para el acercamiento al mundo educativo y la historia del arte al patrimonio de la ciudad de Palencia. 

### Estudios de género y feminismo
Alario Trigueros fue directora de la Escuela Universitaria de Educación de Palencia, centro en el que se creó el Seminario Universitario de Educación No Sexista en la década de los 90 y del que formó parte antes de que se impulsara el nacimiento de la Cátedra de Estudios de Género de la Universidad de Valladolid en el año 2000. En marzo de 2011 fue elegida directora de la Cátedra y en julio de 2016 fue reelegida.
Ha participado en diversos proyectos de investigación sobre género: Las Mujeres en la UVa (2000-2002), Estudio de la renovación del contenido de la asignatura de historia desde la perspectiva de género en el marco de la Convergencia Europea (2004) Construyendo Europa: tradición, valores y nueva ciudadanía. (2005-2006) Intelectuales palentinas en el siglo XX (2006) y La Igualdad de Género en la cultura de la sostenibilidad: valores y buenas prácticas para el desarrollo solidario(2010-2013). 
En 2008 publicó una de sus obras de referencia, Arte y feminismo (Nerea) y coordinó el Seminario Tu cuerpo es un campo de batalla, celebrado en el campus de la palentino. Desde el año 2010 es miembro del Consejo Editorial de la Revista Arte y políticas de identidad (Universidad de Murcia).
En 2011-2012 comisarió la exposición Figuras de la Exclusión. Una mirada desde el Género, organizada por el Museo Patio Herreriano de Valladolid.
Es miembro de la Comisión de igualdad de la UVA desde su creación en 2008, de la Asociación Española de Críticos de Arte, de la Asociación Española de Investigación de Historia de las Mujeres (AEIHM), de Mujeres en las Artes Visuales (MAV), de la Comisión Asesora de la Fundación Villalar de la Junta de Castilla y León y de la 

## Publicaciones

### Individuales
- Palencia: guías de turismo de Castilla y León (2007) Grapheus ISBN 978-84-87473-37-1
- Arte y feminismo (2008) ISBN 978-84-87473-37-1

### Colectivas
- Cambios de uso y formación vegetal en el espacio del monte "El Viejo" de Palencia. Publicaciones de la Institución Tello Téllez de Meneses, 0210-7317, N.º. 45, 1981, págs. 57-131
- La educación estética en la escuela: : dos experiencias en forma de taller María Teresa Alario Trigueros, María Concepción Lobejón Sánchez, Gerardo González Ruiz Tabanque: Revista pedagógica, 0214-7742, N.º 1, 1985, págs. 131-144
- Arte y educación en la obra de Daniel G. Linacero. Tabanque: Revista pedagógica, 0214-7742, N.º 2, 1986 (Ejemplar dedicado a: Homenaje a Daniel G. Linacero),págs. 51-56

- Tras la imagen de mujer: guía para enseñar a coeducar. María Teresa Alario Trigueros (coord.), Carmen García Colmenares (coord.) Palencia: Universidad de Valladolid. Seminario de Educación no Sexista, 1993. 84-600-8699-2
- La mujer creada: lo femenino en el arte occidental en Arte, individuo y sociedad, 1131-5598, N.º 7, 1995, págs. 45-52
- Llevar la coeducación de la teoría a la práctica: La pequeña historia de un proyecto europeo. Carmen García Colmenares, María Teresa Alario Trigueros, Carmen Alario Trigueros. Tabanque: Revista pedagógica, 0214-7742, N.º 15, 2000, págs. 9-18
- Óllannos, ollamos: sobre xénero, identidade, imaxe e educación Andaina: revista do Movemento Feminista Galego, N.º. 30, 2002, págs. 39-45

- Mujer y educación en el libro Mujer y Arte (2002)
- Mujeres en la Universidad de Valladolid (2003)
- Intelectuales palentinas en el siglo XX. Voces que rompen el silencio (2006)
- Arte, solidaridad y desarrollo: entrevista a Ricardo Calero, escultor, en torno al proyecto 'Espacio para un sueño' (República dominicana) Tabanque: Revista pedagógica, 0214-7742, Nº 20, 2006-2007, págs. 97-108
- Delhy Tejero (2009)
- Los Jardines del Salón de Palencia: Un espacio entre la naturaleza y la cultura BSAA Arte, 1888-9751, N.º. 75, 2009, págs. 273-284
- La prevención de la violencia de género en la formación inicial del profesorado Elena Ruiz Ruiz, María Teresa Alario Trigueros Tabanque: Revista pedagógica, 0214-7742, N.º 23, 2010 (Ejemplar dedicado a: Prevenir la violencia de género desde las aulas), págs. 127-144
- Sobre museos y mujeres. Un nuevo diálogo Her&Mus: heritage & museography, 2171-3731, Vol. 2, N.º. 1, 2010 (Ejemplar dedicado a: Mujeres y museos), págs.19-24